# Xianlinchang (ort i Kina, Xinjiang Uygur Zizhiqu, lat 43,82, long 87,98)
Xianlinchang (kinesiska: 县林场) är en ort i Kina. Den ligger i den autonoma regionen Xinjiang, i den nordvästra delen av landet, omkring 32 kilometer öster om regionhuvudstaden Ürümqi. Antalet invånare är 408. Befolkningen består av 188 kvinnor och 220 män. Barn under 15 år utgör 24,0 %, vuxna 15-64 år 73 %, och äldre över 65 år 1,0 %.
Runt Xianlinchang är det ganska glesbefolkat, med 47 invånare per kvadratkilometer. Närmaste större samhälle är Lucaogou, 17,0 km väster om Xianlinchang. Trakten runt Xianlinchang består i huvudsak av gräsmarker.
Genomsnittlig årsnederbörd är 325 millimeter. Den regnigaste månaden är juni, med i genomsnitt 50 mm nederbörd, och den torraste är januari, med 9 mm nederbörd.